# 朱耀翰
朱耀翰（1900年12月5日—1979年11月17日） ，韩国诗人、记者、商人和政治家。 他出自新安朱氏。他是朝鮮半島第一本文学杂志《创造》（창조）的编辑。

## 生平
朱耀翰生於平壤。他曾就讀於明治学院中等部、東京第一高校。
1919年，朱耀翰和其他來自朝鮮半島的学生在东京发动朝鮮独立运动，但最終失败。不久朱耀翰流亡上海。
朱耀翰來到上海後担任大韩民国临时政府的機關報《独立》（독립신문）的记者。同時朱耀翰還前往沪江大学学习化学。 1925年，朱耀翰從沪江大学畢業。 
1925年，朱耀翰回到朝鮮半島后出任东亚日报的记者。后来他又跳槽到朝鮮日報。
朱耀翰一度起了個日本名字，叫作松村纮一。1950年代末，朱耀翰兩度當選韩国国会議員。1960年四·一九运动後，朱耀翰出任大韓民國商工部部长。 1961年五一六軍事政變后，他退出政坛，一度出任大韓海運公社社長。朱耀翰死後被認定為親日反民族行為者。